# Omicidio di Lelio Buonvisi
L'omicidio di Lelio Buonvisi è un omicidio avvenuto a Lucca il 1º giugno 1593, che ebbe una grande risonanza e che è alla base di leggende vive ancora oggi.

## Eventi

### Movente e omicidio
La vittima, Lelio Buonvisi, apparteneva a una delle famiglie aristocratiche più ricche e potenti della Repubblica di Lucca. Nel 1591, per accordi tra famiglie, aveva sposato Lucrezia Malpigli, una giovane aristocratica lucchese che aveva vissuto molti anni a Ferrara. Qui lei aveva incontrato un altro aristocratico lucchese, Massimiliano Arnolfini, del quale si era innamorata. Trasferitasi a Lucca con il marito, la Malpigli riprese la relazione con l'Arnolfini, che le cronache descrivono come un uomo violento che, insieme ai suoi bravi, partecipava alle lotte tra famiglie che scoppiavano in città. Per gelosia e per paura che il Buonvisi avesse scoperto la relazione clandestina, l'Arnolfini decise di farlo uccidere da un sicario. La sera del 1° giugno 1593, all’uscita della funzione religiosa nella Chiesa della Santissima Annunziata dei Servi, nell’antistante Piazza dei Servi, Buonvisi cadde colpito da 19 coltellate davanti alla moglie. Il governo della città-stato aprì un’inchiesta chiedendo ai cittadini di collaborare. Fu Giovanni Buonvisi, parente della vittima, e persona autorevole in città, a palesare i suoi sospetti su Arnolfini. 

### La fuga e i complici
Arnolfini, avvisato dall’amico Ludovico Buonvisi, fuggì da Villa Arnolfini a San Pancrazio (oggi Villa Butori), passando il confine in Garfagnana. Ludovico fu interrogato e, pur ammettendo alle autorità di avere incontrato Massimiliano, riuscì ad evitare il carcere. Furono catturati altri tre complici: Orazio Carli e i servitori di Arnolfini: Vincenzo Del Zoppo e la moglie Pollonia, che avevano messo a disposizione la loro casa per gli incontri degli amanti. Sotto tortura, accusarono la Malpigli di essere a conoscenza dei propositi dell'Arnolfini, e vennero infine decapitati.  
Grazie all’intervento del potente fratello Giovan Lorenzo, la Malpigli si rifugiò nel convento di Santa Chiara, evitando così l'arresto. Il fratello le corrispose una ricca dote e lei si fece suora con il nome di Umilia. 
Il governo della Repubblica chiese all’autorità ecclesiastica di consegnare suor Umilia, ma Clemente VIII respinse la richiesta, per non alimentare la guerra tra famiglie in corso. 
Un uomo dell'Arnolfini, Vincenzo di Coreglia, fu catturato e sotto tortura ammise di essere a conoscenza del piano, insieme ad altri tre complici: Pietro da Castelnuovo, Ottavio da Trapani e Nicolao da Pariana. Vincenzo fu decapitato mentre gli altri tre vennero torturati e impiccati in pubblico. 
Nel frattempo, Arnolfini, insieme a pochi uomini fedeli, era latitante in Val di Magra e  sulla sua testa fu posta taglia di 500 scudi. Frattanto, la madre, Caterina Arnolfini, tentava di sostenere che il figlio fosse in preda alla follia, sperando di evitargli così la pena capitale. 

### Le teorie del complotto
In questo clima di tensione e di guerra tra famiglie, si diffuse il sospetto che dietro l'omicidio ci fosse in realtà una cospirazione del dissidente Orazio Lucchesini, esule a Firenze, con la complicità di Bernardino Antelminelli, di Curzio Carincioni e del vescovo di Lucca Alessandro Guidiccioni Il Vecchio, esule a Roma, mirata a consegnare la Repubblica al granduca Ferdinando I. 
Infatti, un eventuale ritorno nel caos avrebbe potuto essere usato per facilitare e giustificare un'invasione straniera; rischio che la città-stato aveva già corso solo poche decenni prima durante il difficile periodo della Rivolta degli Straccioni, superato proprio grazie alle milizie della famiglia Buonvisi. 

### Lo scandalo di Suor Umilia e la cattura
Dodici anni dopo l'omicidio, mentre Arnolfini era ancora latitante, Suor Umilia fu coinvolta in uno scandalo. 
Vennero infatti scoperti incontri amorosi segreti tra le mura claustrali, grazie all'appoggio di Giovan Battista Dati, autorevole esponente del governo cittadino, e del pittore Francesco Passeri da Pariana. Fu avviato un processo e Tommaso Sanminiati, amante della Malpigli, tramò con lei per uccidere il Passeri e suor Calidonia Burlamacchi, testimone dei fatti, in modo da evitare il carcere. 
La cosa venne alla luce, ma essendo le suore protette dalle rispettive nobili famiglie e dal  vescovo Bartolomeo Guidiccioni il giovane, che era in contrasto con la Repubblica, non furono consegnate alla giustizia secolare. Tuttavia, la Malpigli fu incarcerata nel convento e poi costretta a una stretta clausura. 
Altri dieci anni dopo questo scandalo, l'Arnolfini fu catturato mentre vagava nelle campagne lucchesi, proprio nei pressi di villa Buonvisi, in stato di follia. La leggenda vuole che fosse impazzito a seguito della notizia dell'infedeltà dell'amante.

### La pena
Arnolfini era stato condannato a morte in contumacia, ma vista la sua condizione mentale, la Repubblica decretò che la pena fosse commutata nel murarlo a vita nella torre di Viareggio. Gli storici non sono concordi se si trattasse della Torre Matilde o del Castello di Viareggio, che era in dismissione. 
Arnolfini rimase nella sua cella per ben quattordici anni, senza mai poter uscire né vedere nessuno. 
Nel 1629, gravemente ammalato e ormai in punto di morte, chiese di poter essere assistito un sacerdote.

## Impatto culturale
- Secondo alcuni, questa vicenda avrebbe ispirato Alessandro Manzoni, che in gioventù trascorse alcuni periodi a Lucca, e che ne avrebbe riportato alcuni elementi nel celebre personaggio della Monaca di Monza[3].

- A Lucca è diffusa una leggenda popolare secondo la quale le anime dei due amanti si incontrano ancora davanti al cancello di Villa Torrigiani, antica residenza dei Buonvisi, ogni anno la sera del 1° giugno, mentre all’interno della villa risiederebbe l’anima di Lelio Buonvisi[4].